# Friol (kommunhuvudort)
Friol är en kommunhuvudort i Spanien.   Den ligger i provinsen Provincia de Lugo och regionen Galicien, i den nordvästra delen av landet, 400 km nordväst om huvudstaden Madrid. Friol ligger 478 meter över havet och antalet invånare är 4 522.
Terrängen runt Friol är platt norrut, men söderut är den kuperad. Friol ligger nere i en dal. Runt Friol är det ganska glesbefolkat, med 35 invånare per kvadratkilometer. Närmaste större samhälle är Lugo, 19,6 km öster om Friol. Omgivningarna runt Friol är en mosaik av jordbruksmark och naturlig växtlighet.